# Ophisoma
Ophisoma is een geslacht van straalvinnige vissen uit de familie van zeepalingen (Congridae).